# Andrei Boroștean
Andrei Ionuț Boroștean, (n. 25 februarie 1987 în Cluj-Napoca) este un fotbalist român retras din activitate.

## Titluri
| Sezon   | Club          | Titlu  |
| ------- | ------------- | ------ |
| 2009-10 | CFR 1907 Cluj | Liga I |